# Campionat d'escacs d'Armènia
El Campionat d'escacs d'Armènia és la competició d'escacs que serveix per determinar el campió nacional d'Armènia d'aquest esport. El primer campionat es va celebrar el 1934, quan Armènia formava part de la RFSS de Transcaucàsia. Els campionats es varen seguir celebrant sense continuïtat durant l'època de l'RSS d'Armènia fins al 1945, en què es van establir amb periodicitat anual, i han continuat fins avui a l'Armènia independent. El torneig ha estat organitzat, amb caràcter general, per sistema round robin entre els millors jugadors armenis.

## Campions masculins

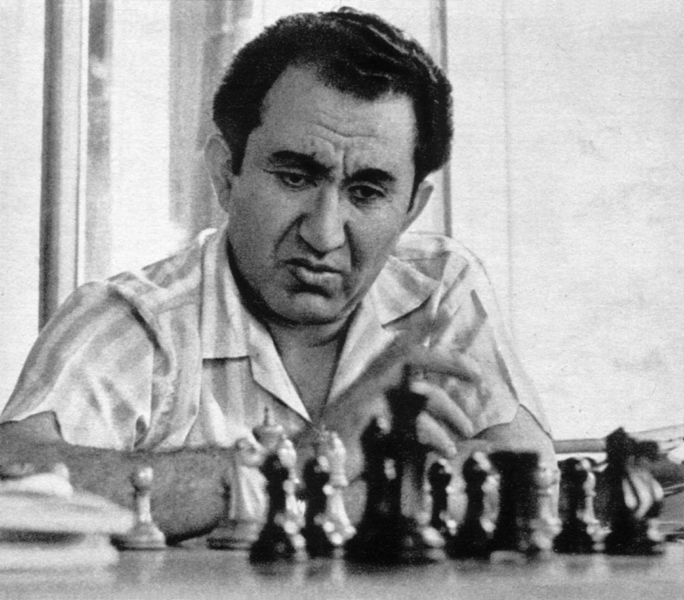
GM i Campió del món Tigran Petrossian, 3 cops Campió d'Armènia

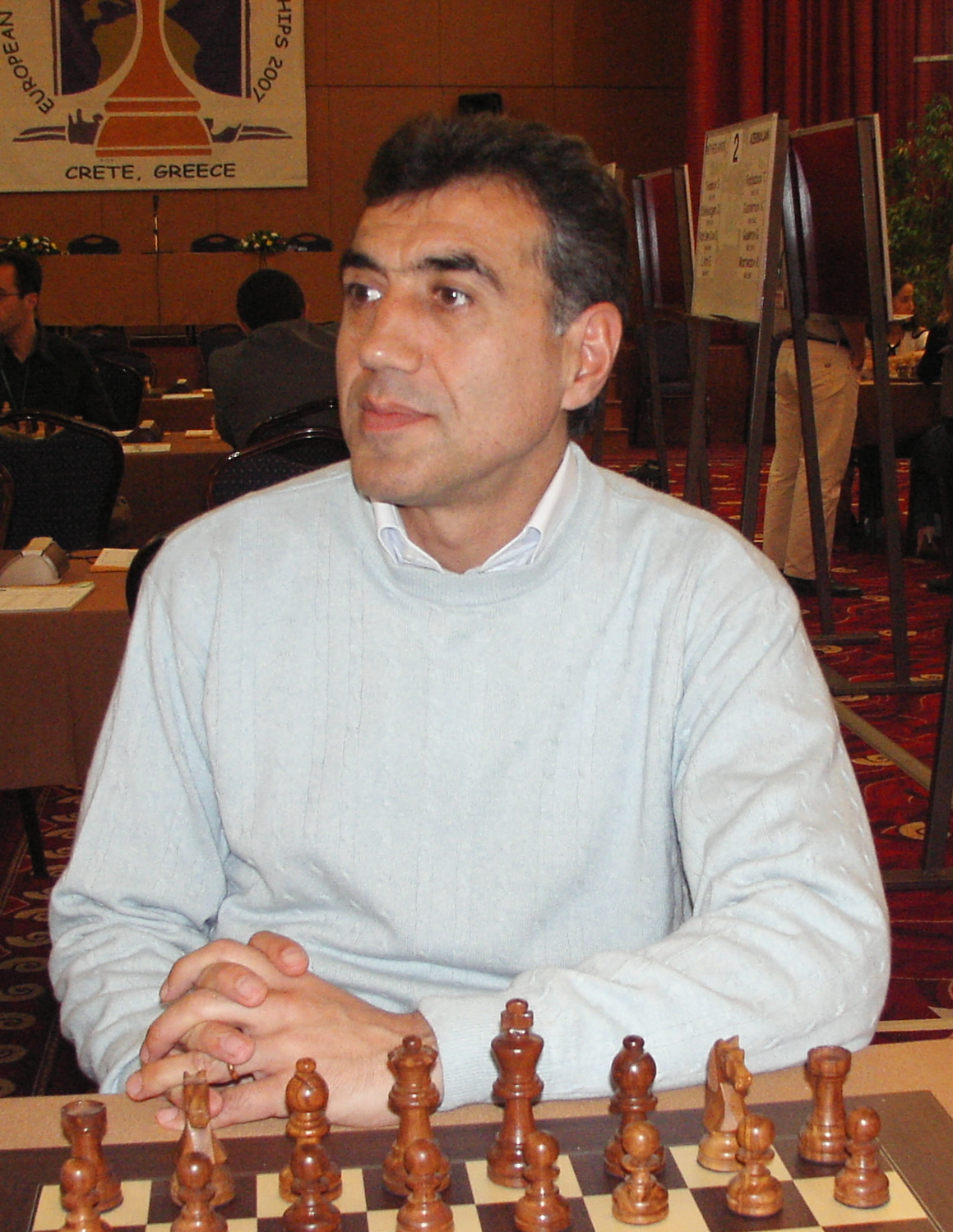
GM Sembat Lputian, 4 cops Campió d'Armènia

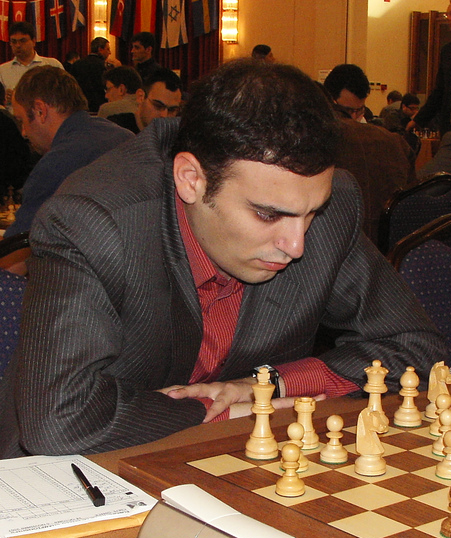
GM Karèn Asrian, 3 cops Campió d'Armènia

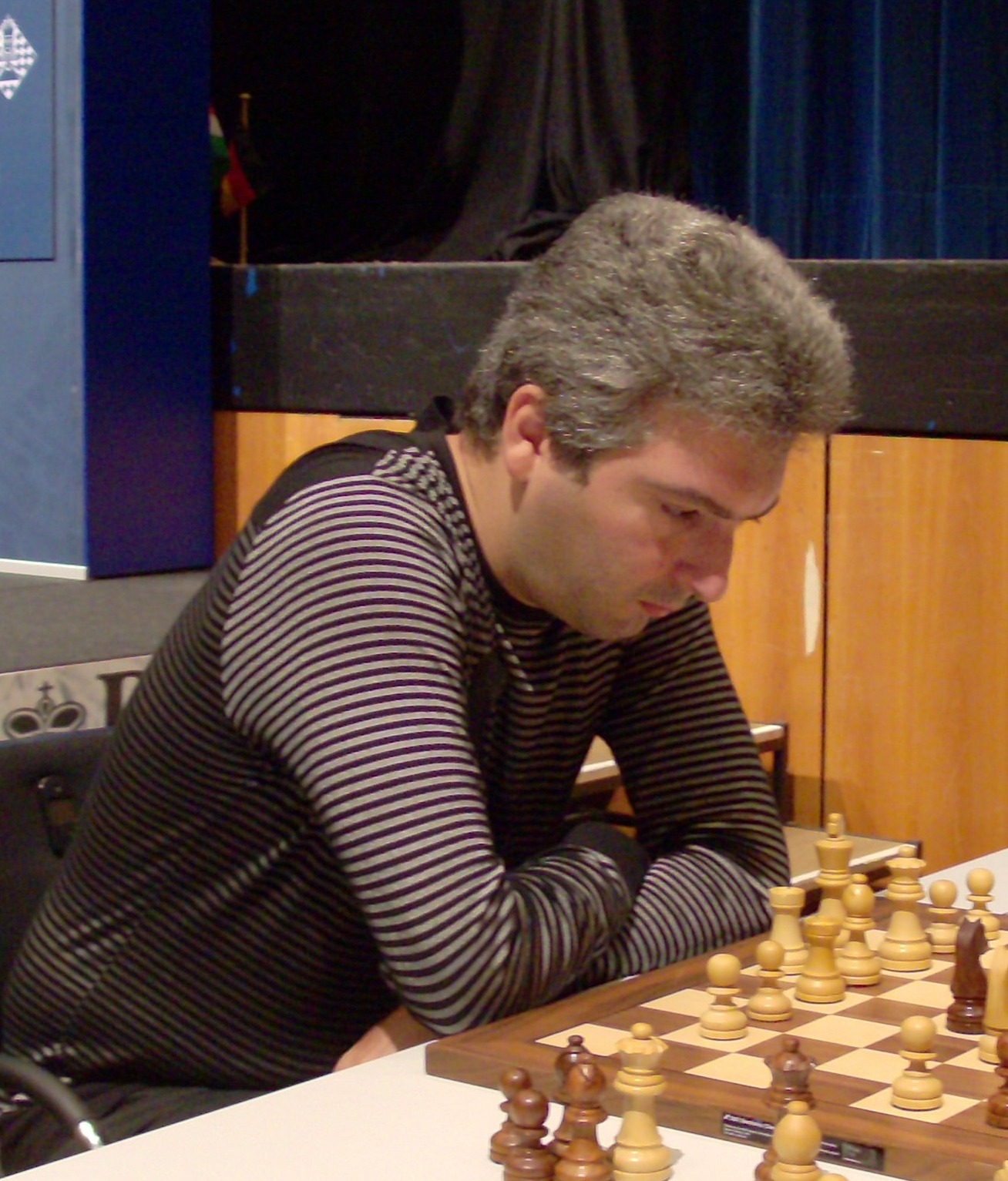
GM Vladimir Akopian, 2 cops Campió d'Armènia

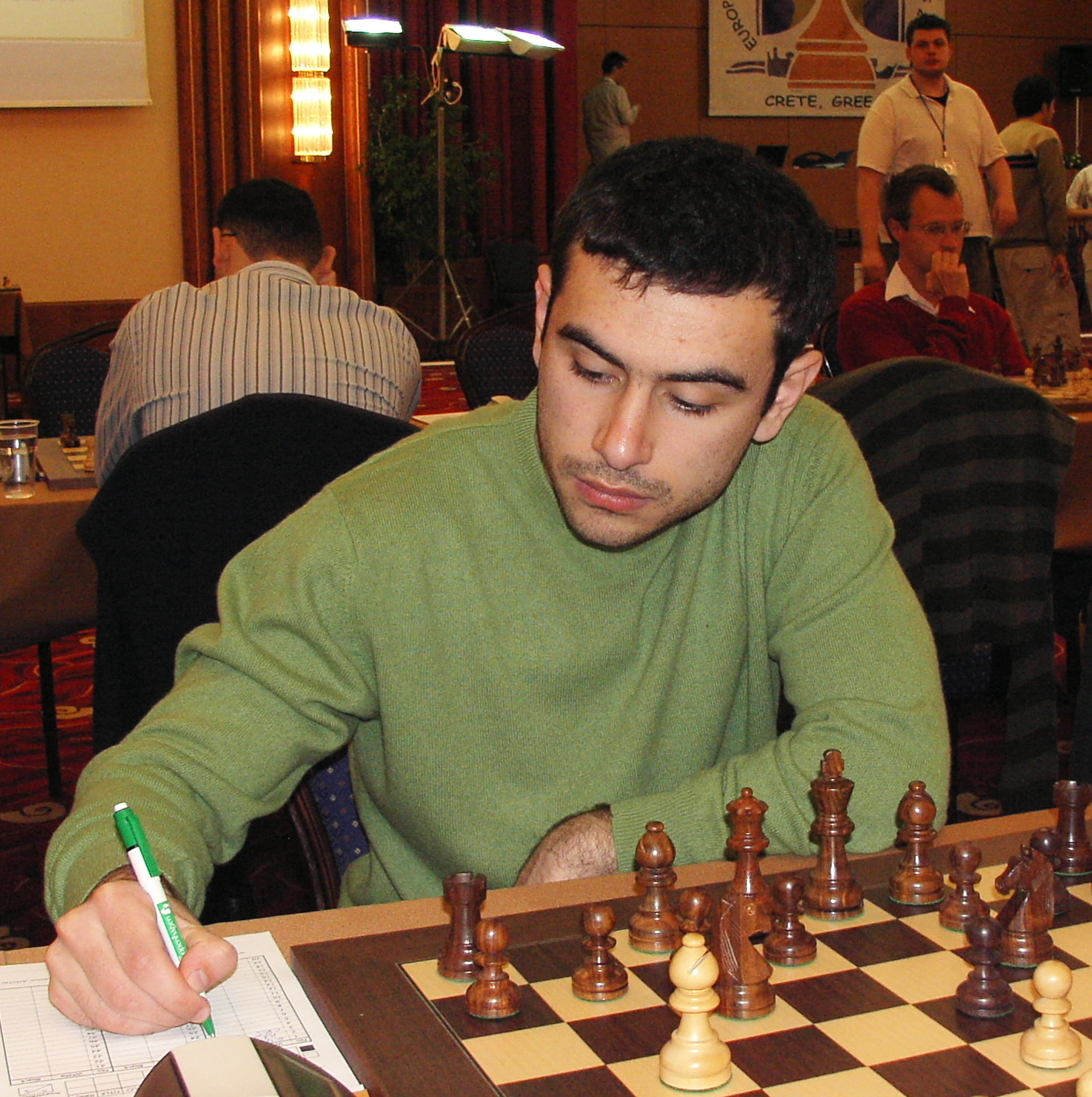
GM Gabriel Sargissian, 2 cops Campió d'Armènia

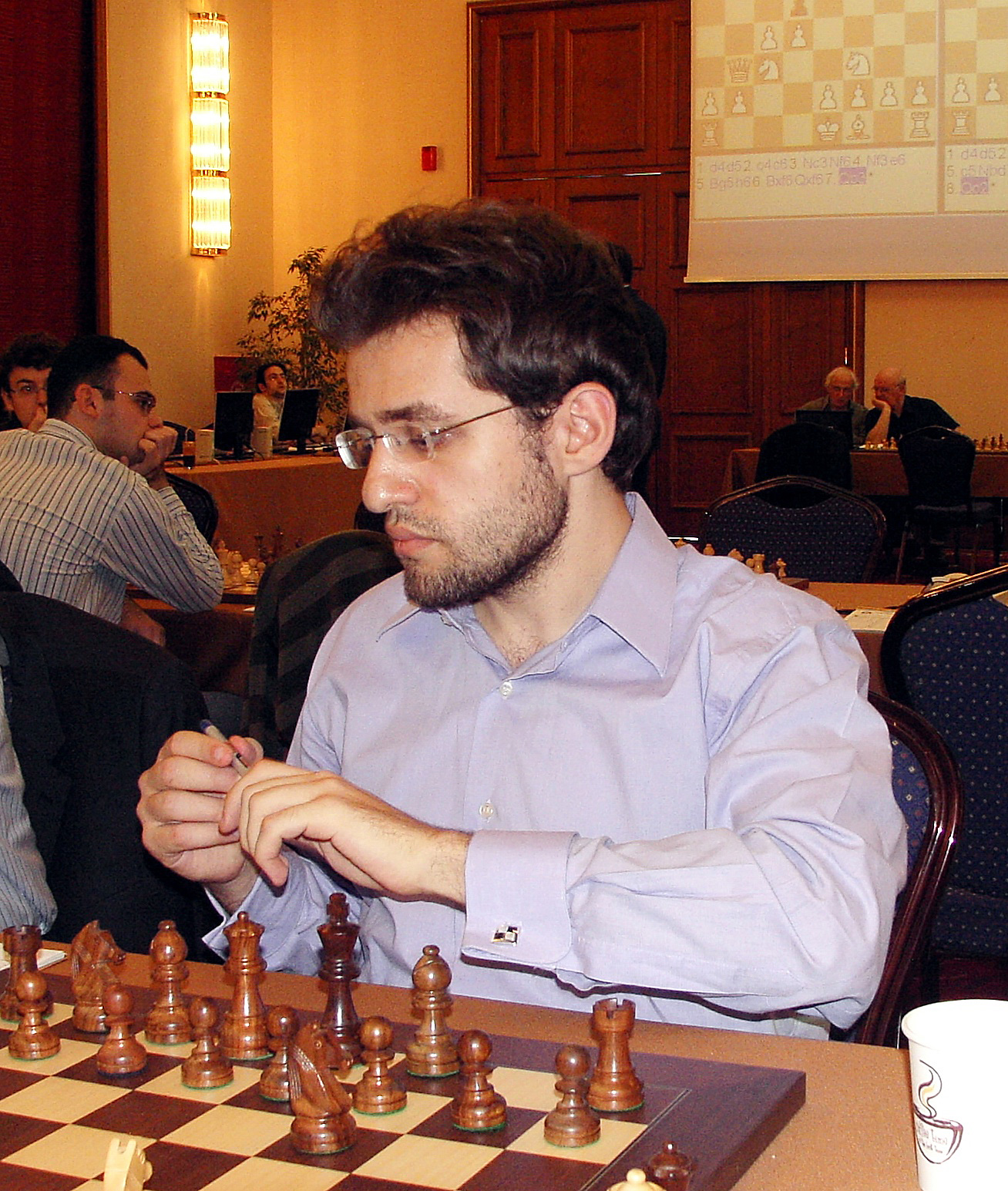
GM Levon Aronian, 1 cop Campió d'Armènia

| #  | Any     | Guanyador                                     |
| -- | ------- | --------------------------------------------- |
| 1  | 1934    | Henrik Kasparian                              |
| 2  | 1938    | Henrik Kasparian Alexander Dolukhanian        |
| 3  | 1939    | Alexander Dolukhanian                         |
| 4  | 1941    | Loris Kalashian Vazgen Karapetian             |
| 5  | 1945    | Alexander Kalantar                            |
| 6  | 1946    | Tigran Petrossian                             |
| 7  | 1947    | Tigran Petrossian Henrik Kasparian            |
| 8  | 1948    | Tigran Petrossian Henrik Kasparian            |
| 9  | 1949    | Henrik Kasparian                              |
| 10 | 1950    | Henrik Kasparian                              |
| 11 | 1951    | Henrik Kasparian                              |
| 12 | 1952    | Vladimir Goldin                               |
| 13 | 1953    | Artsrun Sargsian                              |
| 14 | 1954    | Henrik Kasparian                              |
| 15 | 1955    | Henrik Kasparian                              |
| 16 | 1956    | Henrik Kasparian                              |
| 17 | 1957    | Nikolay Miasnikov                             |
| 18 | 1958    | Eduard Mnatsakanian                           |
| 19 | 1959    | Eduard Mnatsakanian                           |
| 20 | 1960    | Eduard Mnatsakanian                           |
| 21 | 1961    | Vanik Zakarian Artsrun Sargsian               |
| 22 | 1962    | Eduard Mnatsakanian                           |
| 23 | 1963    | Adolph Demirkhanian                           |
| 24 | 1964    | Levon Grigorian                               |
| 25 | 1965    | Adolph Demirkhanian                           |
| 26 | 1966    | Levon Grigorian                               |
| 27 | 1967    | Eduard Mnatsakanian                           |
| 28 | 1968    | Levon Grigorian                               |
| 29 | 1969    | Levon Grigorian Karèn Grigorian               |
| 30 | 1970    | Karèn Grigorian                               |
| 31 | 1971    | Levon Grigorian                               |
| 32 | 1972    | Levon Grigorian Karèn Grigorian               |
| 33 | 1973    | Albert Arutiunov                              |
| 34 | 1974    | Arxak Petrossian                              |
| 35 | 1975    | Vahagn Voskanian                              |
| 36 | 1976    | Arxak Petrossian Vanik Zakarian Gagik Akopian |
| 37 | 1977    | Albert Arutiunov                              |
| 38 | 1978    | Sembat Lputian                                |
| 39 | 1979    | Slavik Movsisian                              |
| 40 | 1980    | Sembat Lputian                                |
| 41 | 1981    | Vladimir Shaboian Karèn Movsziszian           |
| 42 | 1982    | Hrachik Tavadian                              |
| 43 | 1983    | Aixot Anastassian                             |
| 44 | 1984    | Vladimir Shaboian                             |
| 45 | 1985    | Aixot Anastassian                             |
| 46 | 1986    | Aixot Anastassian                             |
| 47 | 1987    | Aixot Anastassian                             |
| 48 | 1988    | Aixot Anastassian                             |
| 49 | 1989    | Armen Ambarcumian                             |
| 50 | 1990    | Artaixès Minassian                            |
| 51 | 1991    | Sergey Galdunts                               |
| 52 | 1992    | Aixot Anastassian Artaixès Minassian          |
| 53 | 1993    | Artaixès Minassian                            |
| 54 | 1994    | Aixot Anastassian                             |
| 55 | 1995    | Artaixès Minassian                            |
| 56 | 1996    | Vladimir Akopian                              |
| 57 | 1997    | Vladimir Akopian                              |
| 58 | 1998    | Sembat Lputian                                |
| 59 | 1999    | Karèn Asrian                                  |
| 60 | 2000    | Gabriel Sargissian                            |
| 61 | 2001    | Sembat Lputian                                |
| 62 | 2002    | Levon Aronian                                 |
| 63 | 2003    | Gabriel Sargissian                            |
| 64 | 2004    | Artaixès Minassian                            |
| 65 | 2005    | Aixot Anastassian                             |
| 66 | 2006    | Artaixès Minassian                            |
| 67 | 2007    | Karèn Asrian                                  |
| 68 | 2008    | Karèn Asrian                                  |
| 69 | 2009    | Arman Paixikian                               |
| 70 | 2010    | Avetik Grigoryan                              |
| 71 | 2011[1] | Robert Hovhannisyan                           |
| 72 | 2012[2] | Tigran L. Petrossian                          |
| 73 | 2013[3] | Tigran L. Petrossian                          |
| 74 | 2014[4] | Tigran Kotanjian                              |
| 75 | 2015[5] | Karèn H. Grigoryan                            |
| 76 | 2016[6] | Zavèn Andriassian                             |
| 77 | 2017    | Hovhannes Gabuzyan                            |
| 78 | 2018    | Haik M. Martirosyan                           |
| 79 | 2019    | Arman Pashikian                               |
| 80 | 2020    | Samvel Ter-Sahakian                           |
| 81 | 2021    | Hovhannes Gabuzyan                            |
| 82 | 2022    | Manuel Petrosyan                              |
| 83 | 2023    | Samvel Ter-Sahakian                           |
| 84 | 2024    | Robert Howhannisjan                           |

## Campiones femenines

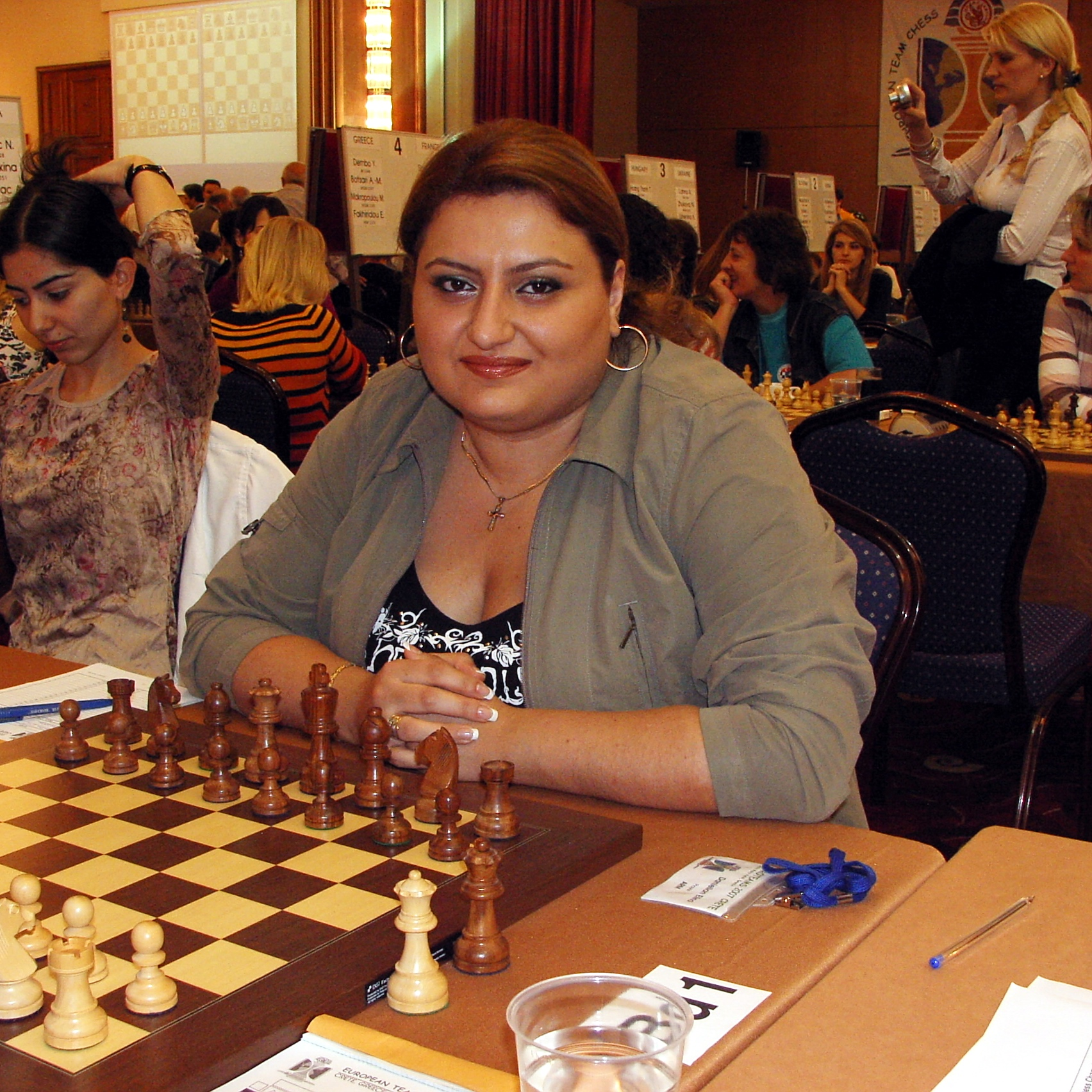
Elina Danielian, sis cops Campiona femenina d'Armènia.

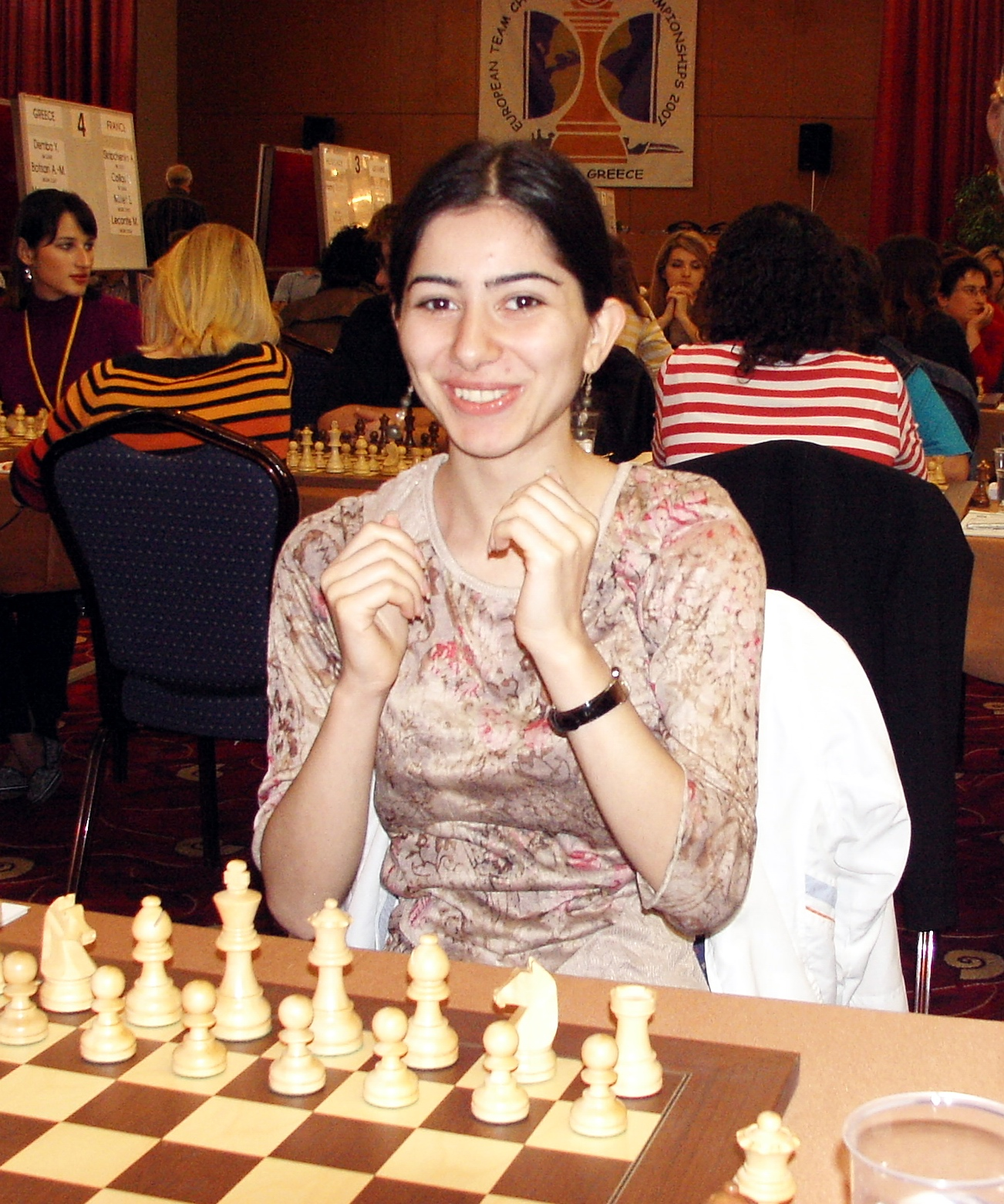
Lilit Mkertxian, quatre cops Campiona femenina d'Armènia.

| #  | Any  | Guanyadora                             |
| -- | ---- | -------------------------------------- |
| 1  | 1934 | Sirush Makints Margarita Mirza-Avagian |
| 2  | 1939 | Lusik Kalashian                        |
| 3  | 1941 | Silva Karapetian                       |
| 4  | 1949 | Alis Aslanyan                          |
| 5  | 1950 | Rima Manukian                          |
| 6  | 1951 | Marieta Melik-Pashaian                 |
| 7  | 1952 | Marieta Melik-Pashaian                 |
| 8  | 1953 | Nefelina Marjanian                     |
| 9  | 1954 | Nefelina Marjanian                     |
| 10 | 1955 | Rima Manukian                          |
| 11 | 1956 | Marlena Vardanian                      |
| 12 | 1957 | Galina Lyapunova                       |
| 13 | 1958 | Galina Lyapunova                       |
| 14 | 1959 | Galina Lyapunova                       |
| 15 | 1960 | Galina Lyapunova                       |
| 16 | 1961 | Galina Lyapunova                       |
| 17 | 1962 | Marlena Vardanian                      |
| 18 | 1963 | Venera Boiakhchian                     |
| 19 | 1964 | Marlena Vardanian Tamara Boiakhchian   |
| 20 | 1965 | Tamara Boiakhchian Venera Boiakhchian  |
| 21 | 1966 | Tamara Boiakhchian                     |
| 22 | 1967 | Armenuhi Mehrabian                     |
| 23 | 1968 | Tamara Boiakhchian Venera Boiakhchian  |
| 24 | 1969 | Tamara Boiakhchian                     |
| 25 | 1970 | Naira Agababean                        |
| 26 | 1971 | Tamara Boiakhchian                     |
| 27 | 1972 | Tamara Boiakhchian Anna Hakobian       |
| 28 | 1973 | Vera Ghazarian                         |
| 29 | 1974 | Vera Ghazarian                         |
| 30 | 1975 | Erna Khalafian                         |
| 31 | 1976 | Anna Hakobian                          |
| 32 | 1977 | Hasmik Babaian                         |
| 33 | 1978 | Anna Hakobian                          |
| 34 | 1979 | Erna Khalafian                         |
| 35 | 1980 | Meri Mangrian                          |
| 36 | 1981 | Erna Khalafian                         |
| 37 | 1982 | Meri Mangrian                          |
| 38 | 1983 | Erna Khalafian                         |
| 39 | 1984 | Ludmila Aslanian                       |
| 40 | 1985 | Nune Abrahamian                        |
| 41 | 1986 | Ludmila Aslanian                       |
| 42 | 1987 | Ludmila Aslanian                       |
| 43 | 1988 | Erna Khalafian                         |
| 44 | 1989 | Erna Khalafian                         |
| 45 | 1990 | Erna Khalafian                         |
| 46 | 1991 | Ludmila Aslanian                       |
| 47 | 1992 | Ludmila Aslanian                       |
| 48 | 1993 | Elina Danielian                        |
| 49 | 1994 | Elina Danielian                        |
| 50 | 1995 | Lilit Mkertxian                        |
| 51 | 1996 | Gohar Hlghatian                        |
| 52 | 1997 | Gohar Hlghatian                        |
| 53 | 1998 | Lilit Mkertxian                        |
| 54 | 1999 | Elina Danielian                        |
| 55 | 2000 | Lilit Mkertxian                        |
| 56 | 2001 | Gohar Hlghatian                        |
| 57 | 2002 | Elina Danielian                        |
| 58 | 2003 | Elina Danielian                        |
| 59 | 2004 | Elina Danielian                        |
| 60 | 2005 | Lilit Mkertxian                        |
| 61 | 2006 | Siranush Andriassian                   |
| 62 | 2007 | Siranush Andriassian                   |
| 63 | 2008 | Lilit Galojan                          |
| 64 | 2009 | Lilit Galojan                          |
| 65 | 2010 | Anahit Kharatyan                       |
| 66 | 2011 | Siranush Andriassian                   |
| 67 | 2012 | Maria Kursova[7]                       |
| 68 | 2013 | Anna Hairapetian[8]                    |
| 69 | 2014 | Shushanna Sargsyan[9]                  |
| 70 | 2015 | Susanna Gaboyan[10]                    |
| 71 | 2016 | Maria Gevorgyan                        |
| 72 | 2017 | Maria Gevorgyan                        |
| 73 | 2018 | Maria Kursova                          |
| 74 | 2019 | Maria Gevorgyan                        |
| 75 | 2020 | Maria Gevorgyan                        |
| 76 | 2021 | Susanna Gaboyan                        |
| 77 | 2022 | Mariam Mkertxian                       |
| 78 | 2023 | Maria Gevorgyan                        |
| 79 | 2024 | Susanna Gaboyan                        |